# Heinrich Zurbriggen
Heinrich Zurbriggen (ur. 1918 w Saas-Fee, zm. 24 stycznia 1982 w Brig-Glis) – szwajcarski biathlonista, żołnierz i przewodnik górski.

## Kariera
W 1948 wystąpił na igrzyskach olimpijskich w Sankt Moritz, wspólnie z Vitalem Vouardoux, Arnoldem Andenmattenem, i swoim bratem, Robertem Zurbriggenem zwyciężając w zawodach pokazowych w patrolu wojskowym. Był to jego jedyny sukces na międzynarodowych zawodach tej rangi, a także jedyny występ olimpijski.